# 보리소프 아레나
보리소프 아레나(Borisov Arena)는 벨라루스 바리사우에 위치한 축구 경기장이다. 현재 FC 바테 보리소프와 벨라루스 축구 국가대표팀이 이 경기장을 사용하고 있다. 2014년 개장하였으며, 첫 공식 경기는 2014년 5월 3일 열린 FC 샤흐툐르 살리호르스크와 FC 네만 흐로드나의 2013-14 벨라루스 컵 결승전이었다.